# Otto Riesser
Otto Riesser (* 9. Juli 1882 in Frankfurt am Main; † 1. Dezember 1949 ebenda) war ein deutscher Pharmakologe und Physiologe jüdischer Abstammung. 
Er wirkte von 1921 bis 1928 als Professor für Pharmakologie und Institutsdirektor an der Preußischen Universität zu Greifswald sowie anschließend bis 1934 in gleicher Funktion an der Schlesischen Friedrich-Wilhelms-Universität. 
Nach seiner Entlassung aufgrund der Nürnberger Gesetze ging er zunächst an das Schweizerische Forschungsinstitut für Hochgebirgsklima und Medizin in Davos. Im April 1939 emigrierte er in die Niederlande, wo er eine Anstellung am Pharmakotherapeutischen Institut der Universiteit van Amsterdam erhielt. 
Er kehrte nach dem Zweiten Weltkrieg nach Deutschland zurück und beteiligte sich am Wiederaufbau des Hochschulwesens in Hessen und der pharmakologischen Forschung in Deutschland.

## Herkunft
Riessers Eltern waren der Finanzwissenschaftler Jakob Riesser und dessen Frau Emilie geb. Edinger. Prominente Familienmitglieder waren der Abgeordnete der Frankfurter Nationalversammlung Gabriel Riesser, ein Bruder seines Großvaters väterlicherseits, sowie der Neurologe und Neuroanatom Ludwig Edinger, ein Bruder seiner Mutter. Deren Tochter, Tilly Edinger war Riessers Cousine. Hans Eduard Riesser, Otto Riessers jüngerer Bruder, war 1918–1933 und 1950–1955 als Diplomat für das Auswärtige Amt tätig.

## Leben
Otto Riesser erlangte 1900 das Abitur am Französischen Gymnasium Berlin. Er begann ein Jahr später ein Studium der Chemie an der Friedrich-Wilhelms-Universität zu Berlin und der Ruprecht-Karls-Universität Heidelberg, wo er von 1903 bis 1908 auch Medizin studierte. In Heidelberg wurde er 1906 beim späteren Nobelpreisträger Albrecht Kossel mit einer Doktorarbeit im Bereich der physiologischen Chemie zum Dr. phil. nat. promoviert. Auf Empfehlung Kossels ging er 1909 an das von Max Jaffé geleitete Institut für Medizinische Chemie und Pharmakologie der Albertus-Universität Königsberg, an dem er unter Betreuung von Alexander Ellinger wirkte und 1911 zum Dr. med. promoviert wurde. 1913 habilitierte er sich für Medizinische Chemie. In Königsberg hatte er 1911 geheiratet. Seine Frau, mit der er eine Tochter hatte, starb bereits drei Jahre später an einer Tuberkulose der Nieren.
Mit Beginn des Ersten Weltkrieges meldete sich Otto Riesser als Kriegsfreiwilliger zum Deutschen Heer. Nachdem er zunächst als Arzt in Feldlazaretten eingesetzt worden war, wurde er im Dezember 1915 aufgrund einer seit seiner Jugend bestehenden Schwerhörigkeit als dienstuntauglich aus dem Heer entlassen. Er folgte Ellinger, der 1914 Professor für Pharmakologie an der neugegründeten Johann Wolfgang Goethe-Universität Frankfurt am Main geworden war, und habilitierte sich im Sommer 1916 in Frankfurt zusätzlich für das Fach Pharmakologie. Da im späteren Kriegsverlauf auch Freiwillige rekrutiert wurden, die zu Kriegsbeginn noch als untauglich ausgemustert worden waren, war er von September 1917 bis Kriegsende als Bataillonsarzt in der Armee tätig. Er erhielt das Eiserne Kreuz II. und I. Klasse. Im Sommer 1918 wurde er noch während seiner Armeezeit zum a.o. Professor in Frankfurt berufen, an der er unter anderem für kurze Zeit mit Werner Lipschitz zusammenarbeitete. Ein Jahr später wechselte er zu das von Gustav Embden geleitete Institut für vegetative Physiologie der Frankfurter Universität, an dem er in der Folgezeit auch die Lehrbefugnis für das Fach Physiologie erhielt. 1919 heiratete er zum zweiten Mal. Zusätzlich zu zwei Kindern aus einer vorherigen Ehe seiner zweiten Frau wurde er in seiner zweiten Ehe Vater von zwei Kindern.
Im Jahr 1921 wurde Otto Riesser als Nachfolger von Hugo Schulz zum Professor für Pharmakologie und Institutsdirektor an der Universität Greifswald berufen. Auf einen Wechsel zurück nach Frankfurt vier Jahre später, wohin er in Nachfolge von Ellinger einen Ruf erhalten hatte, verzichtete er aufgrund von Unstimmigkeiten zwischen der medizinischen Fakultät in Frankfurt und dem preußischen Bildungsministerium zugunsten seines Schülers Werner Lipschitz. 1928 folgte er jedoch der Berufung an die Universität Breslau, an der er von Julius Pohl den Lehrstuhl für Pharmakologie und die Leitung des Pharmakologischen Instituts übernahm. Sein Nachfolger in Greifswald wurde Paul Wels. Nach der Machtergreifung durch die Nationalsozialistische Deutsche Arbeiterpartei (NSDAP) und die Verabschiedung des Gesetzes zur Wiederherstellung des Berufsbeamtentums war Riesser aufgrund seines Dienstes im Ersten Weltkrieg neben dem Dermatologen Max Jessner der einzige Professor jüdischer Abstammung an der medizinischen Fakultät in Breslau, der von den Entlassungen jüdischer Hochschullehrer infolge des Gesetzes zunächst nicht betroffen war. Im Sommer 1934 wurde er jedoch als Professor und Institutsdirektor abgesetzt. Eine Versetzung an das Georg-Speyer-Haus in Frankfurt kam wegen der Nürnberger Gesetze nicht zustande. Vielmehr führten sie im Dezember 1935 auch zu seiner endgültigen Entlassung aus dem Dienst der Universität Breslau.
Riesser ging danach in die Schweiz, in der er Anfang 1936 am Schweizerischen Forschungsinstitut für Hochgebirgsklima und Medizin in Davos die Leitung der Physiologisch-Chemischen Abteilung übernahm. Seine Familie folgte ihm im Sommer desselben Jahres. Da er infolge eines Erlasses von Heinrich Himmler keinen Reisepass bekam, musste er Ende 1937 nach Frankfurt zurückkehren. Nach den Novemberpogromen 1938, in deren Folge er kurzzeitig inhaftiert wurde, emigrierte er im April 1939 in die Niederlande, wo er eine Anstellung am von Ernst Laqueur geleiteten Pharmakotherapeutischen Institut der Universität Amsterdam erhielt und später allein in einem kleinen Labor in seinem Wohnort Naarden arbeitete. Im August 1945 kehrte er nach Frankfurt zu seiner Familie zurück, die in Deutschland verblieben war, da seine Frau anders als Riesser nicht jüdischer Abstammung war. Im Groß-Hessischen Staatsministerium war er von Dezember 1945 bis Juni 1946 als Sonderreferent für Kultus und Unterricht für den Neuaufbau der Universitäten zuständig. Er erhielt anschließend einen Lehrauftrag für Grenzgebiete der Pharmakologie und Physiologie an der Frankfurter Universität, an der er Anfang 1949 als Nachfolger von Fritz Külz kommissarisch die Leitung des Pharmakologischen Instituts übernahm. Im Dezember desselben Jahres starb er während der operativen Entfernung eines Ulcus des Duodenums mit 67 Jahren.

## Wirken
Otto Riesser veröffentlichte über 160 Publikationen. Schwerpunkte seiner Forschung waren unter anderem die Bildung von Kreatin im Körper und die Physiologie der Muskulatur. Anfang der 1920er Jahre fand er als erster heraus, dass Acetylcholin die Skelettmuskeln zur Kontraktion bringt und dass diese von einer Depolarisation der Zellmembran begleitet ist. Als Angriffspunkt vermutete er das, was der britische Physiologe John Newport Langley zur damaligen Zeit als receptive substance bezeichnet hatte und heute als Nikotin-Rezeptor der motorischen Endplatte bekannt ist. Diese Forschung Otto Riessers stand der von Otto Loewi nah. Wenn Henry Hallett Dale später über Acetylcholin als Neurotransmitter im Skelettmuskel berichtete, bezog er sich stets auch auf Riesser. Von 1911 bis 1932 war Otto Riesser im wissenschaftlichen Ausschuss des Deutschen Sportärztebundes tätig. 1932 wurde er in die Deutsche Akademie der Naturforscher Leopoldina gewählt. Seine Mitgliedschaft wurde allerdings 1938 aufgrund seiner jüdischen Abstammung gelöscht. Im Oktober 1947 wurde er zum Vorsitzenden der Deutschen Pharmakologischen Gesellschaft gewählt. In seinem letzten Lebensjahr wirkte er als Mitherausgeber der pharmakologischen Fachzeitschrift Naunyn-Schmiedebergs Archiv.
Otto Riesser war seit Beginn seines Studiums im Jahr 1900 Mitglied der Burschenschaft Allemannia Heidelberg und später auch der Königsberger Burschenschaft Gothia. In Greifswald hatte er zeitweise den Vorsitz der Vereinigung Alter Burschenschafter inne. Er hielt seine Frankfurter Antrittsvorlesung 1916 über „Die Leibesübungen im Lichte physiologischer und pharmakologischer Forschung“ und förderte an den Hochschulen, an denen er tätig war, den Studentensport. Von 1913 bis 1932 hielt er eine Vorlesung über „Biologische Grundlagen körperlicher Erziehung“. Als um 1930 eine neue wehrsportliche Bewegung großen Anhang gewann, brachte er sich ein, um Studenten aller politischen Richtungen zusammenzubringen. Im Antisemitismusstreit ab 1931 innerhalb der Deutschen Burschenschaft verteidigte er die jüdischen Verbandsmitglieder leidenschaftlich. Er konnte sich jedoch nicht durchsetzen. 1934 wurde ihm der freiwillige Austritt nahegelegt, dem er nachkam. Zum Nachlass von Otto Riesser gehörte ein siebenseitiger Lebenslauf und eine 36-seitige „Skizze zu Erinnerungen an meine wissenschaftliche Laufbahn“, die 1998 vom Mainzer Pharmakologen Erich Muscholl veröffentlicht wurde. Bemerkenswert an diesen autobiographischen Erinnerungen sind Zeitpunkt und Ort der Niederschrift, 1944 in Naarden während der Zeit seiner Emigration in den Niederlanden. Otto Riessers Selbstzeugnis zeigt, dass er sich als nationalliberal verstand und sich zeitlebens zu seinem Deutschtum, zu den burschenschaftlichen Prinzipien und zur Idee der Olympischen Spiele bekannte.

## Werke
- Handbuch der normalen und pathologischen Physiologie. Band 8. Berlin 1925 (als Mitautor)
- Körper und Arbeit. Handbuch der Arbeitsphysiologie. Berlin 1927 (als Mitautor)
- Arzneikunde und Arzneiverordnung: Ein Lehrbuch. Berlin und Wien 1935
- Muskelpharmakologie und ihre Anwendung in der Therapie der Muskelkrankheiten. Berlin 1949